# 클라스 루니아

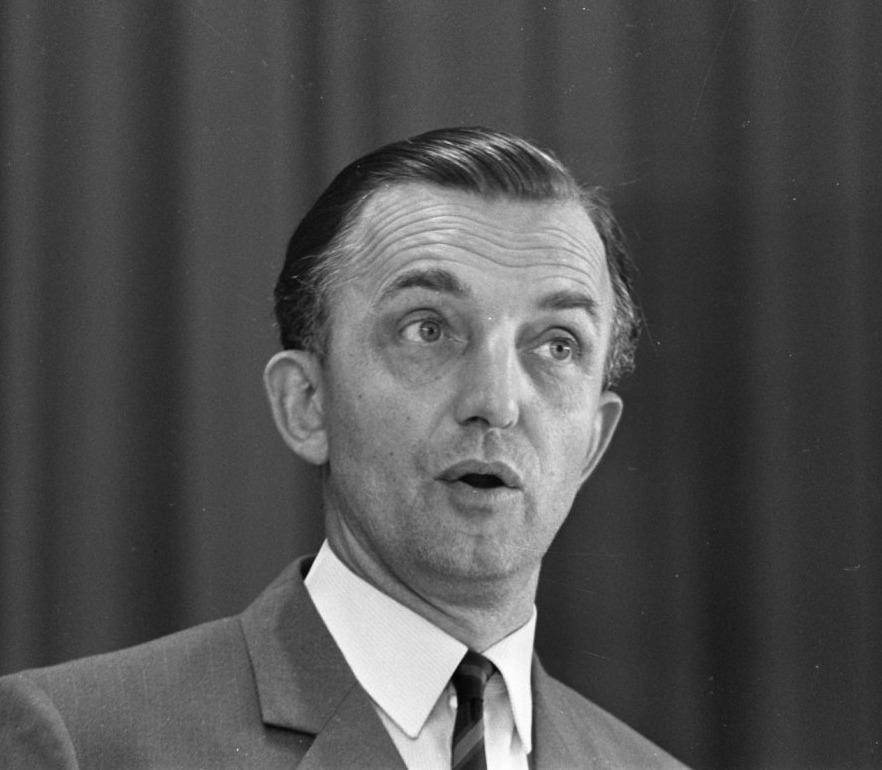
클라스 루니라, 1968년

클라스 루니아 (Klaas Runia, 1926년 5월 7일 - 2006년 10월 14일) 네덜란드 신학자, 목사, 그리고 편집자였다. 그는 암스테르담 자유대학교에서 공부하고 카를 바르트 밑에서 1955년 신학적 시간의 개념에 관한 논문으로 박사 학위를 받았다.  1956년 그는 호주  질롱 (Geelong)에 있는 개혁 신학 대학교 (Reformed Theological College)에서 조직 신학 교수로 임명되어 1971년 네덜란드로 돌아갈 때까지 가르쳤다.  호주에서 그는 복음주의 기독교인, 특히 대학과 신학 대학에 많은 영향을 미쳤다.  그는 또한 1968년부터 1976년까지 개혁교회 일치운동(Reformed Ecumenical Council) 의장으로 선출되었다.  1971년 캄펜 신학 대학교 (Kampen Theological University)에서 실천신학 교수로 임명되었다.  교수직 동안 그는 주로 교회 일에 종사했다 개명된 네덜란드 프로테스탄드 교회 (과거 네덜란드 개혁교회)의 정통주의의 지도자로 간주되었고, 수년 동안 그는 저널 편집인으로로 활동했다.  그는 1972년부터 1996년까지 Centraal Weekblad의 편집장을 역임했다.  그는 또한 메일신문인 Friesch Dagblad에 많은 기사를 썼다.  그는 1992년 은퇴했고, 2006년 사망 할 때까지 신학자이며 편집인으로 활동했다.

## 작품
- De theologische tijd bij Karl Barth, 1955 (dissertation)
- Karl Barth's Doctrine of Holy Scripture, 1962
- I Believe in God..., 1963
- Reformation Today, 1968
- The Sermon under Attack, 1983 (1980 Moore College Lectures)
- The Present-day Christological Debate, 1984
- Wegen en doolwegen in de nieuwere theologie, 1993
- Bewerken en bewaren, 1982 (Festschrift)
- In de krachtenveld van de Geest, 1992 (Festschrift)